# Starfire Burning upon the Ice-Veiled Throne of Ultima Thule
Starfire Burning upon the Ice-Veiled Throne of Ultima Thule drugi je studijski album britanskog simfonijskog black metal-sastava Bal-Sagoth. Album je 25. studenog 1996. godine objavila diskografska kuća Cacophonous Records.

## O albumu
Kao što je bio slučaj s prethodnim albumom grupe, Bal-Sagoth je imao otprilike samo dva tjedna za snimanje albuma. Grupa je nailazila na mnoge poteškoće tijekom snimanja: temperatura u studiju često je bila toliko visoka da se oprema za snimanje kvarila čak nekoliko puta te je Cacophonous Records, diskografska kuća skupine, odbio platiti nove kolute s vrpcama za snimanje pa je Bal-Sagoth morao presnimavati novi uradak preko svojeg prvog albuma.
Naslovnicu albuma, prema konceptu Byrona Robertsa, načinio je Joe Petagno.
U pjesmi pod imenom "And Lo, When the Imperium Marches Against Gul-Kothoth, Then Dark Sorceries Shall Enshroud the Citadel of the Obsidian Crown" nakon četiri minute i sedamnaest sekundi trajanja započinje sintesajzerska melodija koja je zapravo varijacija na melodiju iz filma Conan barbarin iz 1982. godine, koja u filmu započinje tijekom scene koja se odvijala unutar tvrđave Thulse Dooma te ju je skladao Basil Poledouris. Sličan slučaj dogodio se i nakon druge minute i druge sekunde u pjesmi "In the Raven-Haunted Forests of Darkenhold, Where Shadows Reign and the Hues of Sunlight Never Dance", no ovaj put pjesma čini varijaciju na skladbu "Recovery" sa službenog popisa glazbe za prethodno navedeni film. Sastav je jednom prilikom objasnio kako ga uglavnom nadahnjuje filmska glazba skladatelja Johna Williamsa i Basila Poledourisa.
Cacophonous Records je 13. svibnja 2016. ponovno objavio album u posebnoj inačici koja je sadržavala remasterirani zvuk, proširenu knjižicu albuma, korice s novim bilješkama te novu naslovnicu.

## Popis pjesama
Tekstovi: Byron Roberts, glazba: Jonny Maudling, osim pjesama 3, 4, 7 i 9 koje su skladali Chris Maudling i Jonny Maudling.
| 1.    | »Black Dragons Soar Above the Mountain of Shadows (Prologue)«                                                                 | 3:05 |
| 2.    | »To Dethrone the Witch-Queen of Mytos K'unn (The Legend of the Battle of Blackhelm Vale)«                                     | 6:45 |
| 3.    | »As the Vortex Illumines the Crystalline Walls of Kor-Avul-Thaa«                                                              | 6:35 |
| 4.    | »Starfire Burning upon the Ice-Veiled Throne of Ultima Thule«                                                                 | 7:23 |
| 5.    | »Journey to the Isle of Mists (Over the Moonless Depths of Night-Dark Seas)«                                                  | 1:11 |
| 6.    | »The Splendour of a Thousand Swords Gleaming Beneath the Blazon of the Hyperborean Empire«                                    | 6:03 |
| 7.    | »And Lo, When the Imperium Marches Against Gul-Kothoth, Then Dark Sorceries Shall Enshroud the Citadel of the Obsidian Crown« | 6:28 |
| 8.    | »Summoning the Guardians of the Astral Gate«                                                                                  | 6:09 |
| 9.    | »In the Raven-Haunted Forests of Darkenhold, Where Shadows Reign and the Hues of Sunlight Never Dance«                        | 6:29 |
| 10.   | »At the Altar of the Dreaming Gods (Epilogue)«                                                                                | 2:29 |
| 52:37 | |      |

## Zasluge
| Bal-Sagoth - Byron Roberts – vokali, logotip - Chris Maudling – gitara, bas-gitara - Jonny Maudling – bubnjevi, klavijature | Ostalo osoblje - Mags – inženjer zvuka, produkcija - Joe Petagno – naslovnica |